# 牛島可南子
牛島 可南子（うしじま かなこ、1993年12月21日 - ）は、沖縄県を拠点に活動している日本のニュースキャスター レポーター。
2022年7月から2023年3月まで株式会社キャラOKINAWAに所属し、それ以降は本名でNHK沖縄放送局の契約キャスターとして活動する。

## 来歴
沖縄県那覇市出身。沖縄県中頭郡西原町を出生地としているが、家庭の都合で本島中南部の那覇市・宜野湾市・うるま市に転居・転校していると『SPLASH!!!』初回出演時（2022年4月6日放送）に公表している。
琉球大学教育学部卒業。大学在学時には、教育学部で心理臨床科学を専攻していた。
2018年4月に山形放送 (YBC) に入社し、同局のアナウンサーになる。
2022年3月をもって山形放送を退社。帰郷し、同年4月6日から2023年3月29日まではラジオ沖縄 (ROK) のパーソナリティを、2022年10月4日から12月27日まではFM沖縄のパーソナリティを務めていた。
2023年4月1日付でNHK沖縄放送局に結婚後の本名で契約キャスターとして採用され、『NHK NEWS おはよう九州沖縄』の沖縄県内向けニュース差し替えパートを担当している。

## 山形放送時代の担当番組

### テレビ番組
- YBC news every.（山形放送） - フィールドキャスター
- 土曜ど〜よ!?（山形放送）

### ラジオ番組
- グッとモーニン!!（YBCラジオ）
- こころにサプリ〜優しさをあなたから〜（YBCラジオ）

## 帰沖後の担当番組

### テレビ番組
- 24時間テレビ 愛は地球を救う45（沖縄テレビ、2022年8月28日） - 沖縄ローカルパートのアシスタント
- NHK NEWS おはよう沖縄（NHK沖縄放送局、2023年4月3日 - ） - 県内ニュース担当
- おきなわHOTeye（NHK沖縄放送局、同上） - 上記番組がメインのため不定期でのキャスター or リポート出演

### ラジオ番組
- SPLASH!!!（ラジオ沖縄、2022年4月6日 - 2023年3月29日[6]）
- ゴールデンアワー[7]（FM沖縄、2022年10月4日 - 12月27日）
- 華華天国（ラジオ沖縄、2022年10月21日 - 2023年3月17日[8]）※ なお初回2022年10月21日の放送時（午後3時32分頃）に「最近結婚した」と公表[出典無効]。